# Шимога Суббанна
Шивамога Суббанна (канн. ಶಿವಮೊಗ್ಗ ಸುಬ್ಬಣ್ಣ; 14 декабря 1938, Майсур, Британская Индия — 11 августа 2022, Бангалор) — индийский закадровый исполнитель кино на каннада. Лауреат Национальной кинопремии за лучший закадровый вокал.

## Биография
Названный при рождении Субраманья, появился на свет 14 декабря 1938 года в Нагаре, округ Шимога, в семье Ганеша Рао и его жены Ранганаякаммы. Его дед Шаманна был певцом и знатоком музыки и стал его первым учителем. Затем он обучался классической музыке карнатик и несколько лет занимался с певицей Б. К. Сумитрой.
Несмотря на интерес к музыке с детства, он решил заняться юриспруденцией и получил степень бакалавра права в Майсуре. После учебы он работал в аудиторской конторе и был юристом в Шимоге. Параллельно он стал штатным певцом Всеиндийского радио.
В 1975 году один из его друзей колледжу поэт Н. С. Лакшминараян Бхат предложил его кандидатуру режиссёру Камбаре, и Субраманья спел в фильме Karimaayi. Однако фирма, выпускавшая кассеты с саундтреком фильма, вместо его имени напечатала имя С. П. Баласубраманьяма. Поэтому, когда Камбара в следующий раз пригласил певца для записи песни к фильму Kaadu Kudure (1979), он решил дать ему имя Шимога Суббанна. Вскоре певец официально сменил имя. Исполненная для фильма «Kaadu Kudure Odi Banditta», принесла Суббане Национальную кинопремию, сделав первым каннада-язычным исполнителем получившим эту наградц. Тем не менее, на этом его карьера в кино закончилась.
Суббанна также известен своей работой в жанре Sugama Sangeetha, в котором поэзия на каннада положена на музыку. Он обработал и спел стихи таких известных поэтов, как Кувемпу и Д. Р. Бендре.
В начале 1980-х годов, когда жанр начал набирать популярность певец записал три песни «Kodagana Koli Nungitta…», «Biddiyabbe Muduki…» и «Alabeda Tangi…» для альбома Shishunala Sharif Geetegalu и все три стали хитами.
В 1983 году он переехал в Бангалор в поисках лучших возможностей для музыкальной карьеры. Однако там он также продолжал работать юристом и в течение восьми лет был адвокатом в Высшем суде штата.
Певец получил множество наград за свой вклад в музыку, в том числе премию Каннада Кампу в 2006 году, звание почетного доктора Университета Кувемпу в 2008 году и премию Сундарашри в 2009 году.
11 августа 2022 года у 83-летнего Суббаны случился сердечный приступ. Он был госпитализирован в больницу Джаядева в Бангалоре, где в итоге скончался. У него остались сын и дочь.